# Ваттаро
Ваттаро (итал. Vattaro) — упраздённая коммуна в Италии, расположена в автономной области Трентино-Альто-Адидже, подчиняется административному центру Тренто. Ныне является фракцией коммуны Альтопьяно-делла-Виголана.
Население коммуны, на 31.12.2015 года, составляло 1202 человека, плотность населения составляет 145,10 чел./км². Занимает площадь 8 км². 
Почтовый индекс — 38049. Телефонный код — 0461.
Покровителем коммуны почитается святитель Мартин Турский, празднование 11 ноября.

## Демография
Динамика населения:

## Администрация коммуны
- Официальный сайт: